# Glaucomys
Glaucomys Thomas, 1908 è il genere di roditori della famiglia degli Sciuridi che comprende le uniche due specie di scoiattoli volanti originarie del Nordamerica. Il nome del genere, in greco, significa «topo grigio-bluastro».

## Tassonomia e distribuzione
Il genere comprende le seguenti specie:
- Glaucomys sabrinus (Shaw, 1801) - glaucomio del nord (Alaska, Canada, Stati Uniti settentrionali e occidentali e regione degli Appalachi);
- Glaucomys volans (Linnaeus, 1758) - glaucomio del sud (Canada sud-orientale, Stati Uniti orientali e dal Messico all'Honduras).

## Descrizione
Nei glaucomi la lunghezza testa-corpo è di 22–26 cm e quella della coda di 9–18 cm. Il glaucomio del sud è la specie più piccola. La pelliccia è di colore grigio o marrone chiaro sulla superficie superiore e biancastra su quella inferiore. Nell'aspetto sono molto simili allo scoiattolo volante siberiano (Pteromys volans). È impossibile distinguere le due specie in base alla colorazione, in quanto essa è molto variabile in entrambe. Carattere distintivo principale da prendere in considerazione, invece, è la coda, lunga quanto il resto del corpo nel glaucomio del nord, ma molto più breve in quello del sud.

## Biologia
Così come molti altri abitanti della foresta, anche entrambi i glaucomi hanno abitudini notturne. Il glaucomio del nord vive quasi esclusivamente nelle foreste di conifere, mentre quello del sud si può incontrare in tutti i tipi di foresta, dalla foresta boreale alla foresta pluviale tropicale. G. volans nidifica nelle cavità degli alberi o in nidi abbandonati di picchio, ma talvolta può costruire anche veri e propri nidi. In estate G. sabrinus costruisce sempre nidi ancorati ai rami, che possono raggiungere un diametro di 30–40 cm.
I glaucomi tollerano molto più la vicinanza dell'uomo dei loro parenti eurasiatici. Soprattutto in inverno, cercano rifugio nelle soffitte, nei granai o nei nidi artificiali posti per gli uccelli (che però non utilizzano mai per la nidificazione). Nonostante siano abbastanza numerosi e privi di timore, vengono avvistati solo raramente, poiché sono attivi solo di notte. Non cadono in ibernazione, ma durante i mesi invernali, in particolare i glaucomi del sud, riducono fortemente i periodi di attività.
La loro dieta è costituita da noci, bacche, frutta, ramoscelli e funghi. A volte mangiano anche insetti. Quando le fonti di cibo sono particolarmente numerose, immagazzinano provviste per l'inverno.
I glaucomi sono animali sociali. A volte, in inverno, all'interno dello stesso nido se ne possono trovare fino a 50 esemplari. Diversamente dallo scoiattolo volante siberiano, nel quale questi raggruppamenti sono costituiti da esemplari dello stesso sesso, i gruppi di glaucomio sono misti. Dopo un periodo di gestazione di 40 giorni, le femmine partoriscono due o tre piccoli. Il glaucomio del nord si riproduce un'unica volta all'anno, mentre quello del sud, talvolta, può avere anche due nidiate all'anno.

## Conservazione
Attualmente, entrambe le due specie di glaucomio sono molto numerose. Tuttavia, tre sottospecie di glaucomio del nord sono particolarmente minacciate a causa della deforestazione:
- il glaucomio della Carolina (G. s. coloratus), diffuso sulle montagne degli Appalachi ad altitudini superiori a 1500 m;
- il glaucomio della Virginia (G. s. fuscus), anch'esso diffuso nelle foreste montane degli Appalachi oltre i 1500 metri;
- il glaucomio dell'isola Principe di Galles (G. s. griseifrons), endemico dell'isola omonima, presso le coste dell'Alaska.

La IUCN classifica i primi due tra le specie vulnerabili e il terzo tra quelle in pericolo.